# Prostějov
Prostějov (Duits: Proßnitz en Hanna-dialect: Prostijov) is een Moravische statutaire stad in de Tsjechische  regio Olomouc met 43.551 inwoners (2023). Prostějov ligt 18 kilometer ten zuidoosten van Olomouc op 223 meter hoogte. Prostějov is de hoofdplaats van het district Prostějov.
De stad staat in de 21ste eeuw bekend als centrum ven de Tsjechische modeindustrie. Ook zijn er speciale militaire eenheden gelegerd.

## Geschiedenis
- 1141 – De eerste vermelding van Prostějov.
- 1980 – De gemeente Mostkovice wordt geannexeerd door de stad Prostějov.
- 1981 – De gemeente Žešov wordt geannexeerd door de stad Prostějov.
- 1991 – Het stadsdeel Mostkovice wordt opnieuw een zelfstandige gemeente.
- 1 december 2006 – Het stadsdeel Držovice wordt opnieuw een zelfstandige gemeente.
- 2012 – De stad Prostějov krijgt de status van statutaire stad.[1]

## Stadsdelen
Tot Prostějov behoren de stadsdelen Čechovice, Čechůvky, Domamyslice, Krasice, Vrahovice en Žešov.

## Geboren in Prostějov
- Ignaz Brüll (1846 – 1907), Oostenrijks componist en pianist
- Moritz Steinschneider (1856 – 1917), oriëntalist
- Edmund Husserl (1859 – 1938), Duits-Oostenrijks filosoof en wiskundige
- Emanuel Adler (1873 – 1930), jurist en professor
- Otto Wichterle (1913 – 1998), Tsjecho-Slowaaks wetenschapper en uitvinder
- Vladimír Körner (*1939), Tsjechisch dramaturg, scenarioschrijver en schrijver
- Luděk Mikloško (*1961), Tsjecho-Slowaaks/Tsjechisch voetballer
- Karel Nováček (*1965), Tsjechisch tennisser
- Paulina Porizkova (*1965), actrice en model, zij heeft nu een Amerikaanse en Zweedse nationaliteit
- Robert Změlík (*1969), Tsjecho-Slowaaks/Tsjechisch atleet
- Petra Cetkovská (*1985), Tsjechisch tennisser
- Jakub Menšík (*2005), Tsjechisch tennisser

## Sport
1. SK Prostějov, uitkomend op het tweede niveau van het Tsjechische voetbal, de Fotbalová národní liga, speelt haar thuiswedstrijden in het Stadion Za Místním nádražím.

## Verkeer en vervoer
In totaal liggen er vier treinstations op het grondgebied van de stad Prostějov. Het belangrijkste station is Prostějov hlavní nádraží, gelegen aan de westkant van de stad. Iets dichter bij het stadscentrum ligt het station Prostějov místní nádraží. Het dorp Vrahovice, dat bij de stad Prostějov hoort, heeft zijn eigen spoorweghalte. Verder ligt op het grondgebied van het dorp Čechůvky de spoorweghalte Kraličky, dat het gelijknamige gehucht Kraličky, onderdeel van de gemeente Kralice na Hané, bedient.